# 中村家住宅 (沖繩縣)
中村家住宅是琉球國士族賀氏中村家的住宅，位於現時日本沖繩縣中頭郡北中城村，是現存琉球國時代的士族住宅之一。被列為日本指定重要文化財。
中村家住宅是少數沒有在沖繩島戰役中毀壞的珍貴傳統住宅，美國治理時期的1956年被當時的琉球政府列為指定重要文化財。1972年5月15日美國將沖繩移交日本的當天，主屋（琉球語：／）、別屋、倉庫（琉球語：／）、前屋（琉球語：／）及豬廁同時列為沖繩本島民家中的指定國家重要文化財。至1981年又把宅地列入指定重要文化財，石牆和影壁（琉球語：／）則列為重要文化財的附屬部份。

## 由來
賀氏中村家的祖先本為豪農，在第一尚氏王朝末年成為當時忠臣護佐丸的隨扈，1440年（明正統五年）跟隨護佐丸奉尚忠王之命從讀谷山間切（今沖繩縣讀谷村）移居到中城村，後來勝連按司阿麻和利出兵討伐護佐丸後，家族也隨之而離散。至第二尚氏王朝後期的1720年（琉球尚敬王八年，清康熙五十九年），賀氏元祖賀國鼎（伊集親方治亮）任中城間切內之地頭職，是賀氏中村家一門之始。至1750年（尚敬王三十八年，清乾隆十五年），領仲村渠地頭職、位階為親雲上的賀氏第三代在首里購入一間士族宅第，然後整座拆除移至中城村的丘陵地築成此宅。

## 建築概要

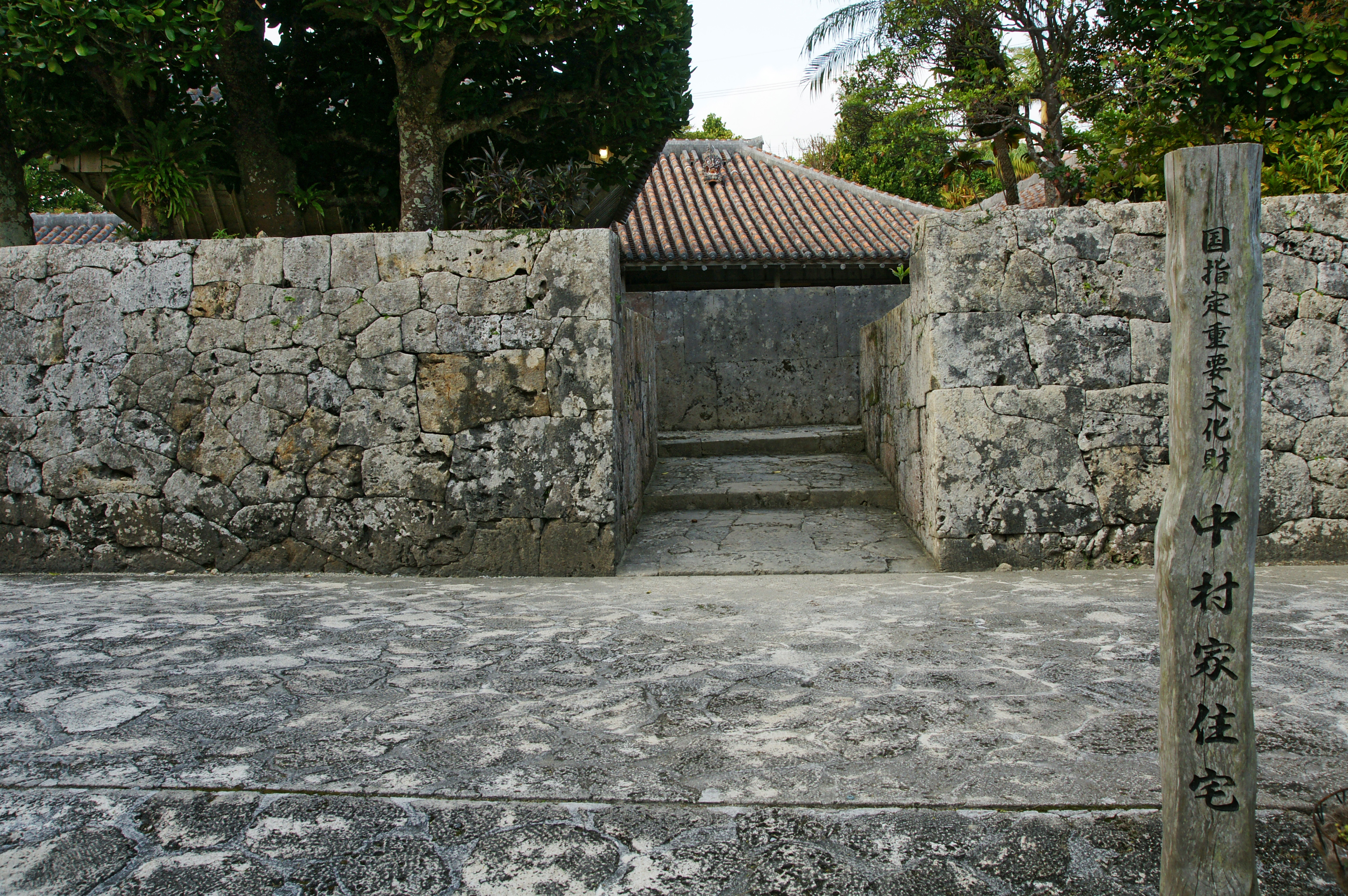
玄關位於住宅入口和影壁之間

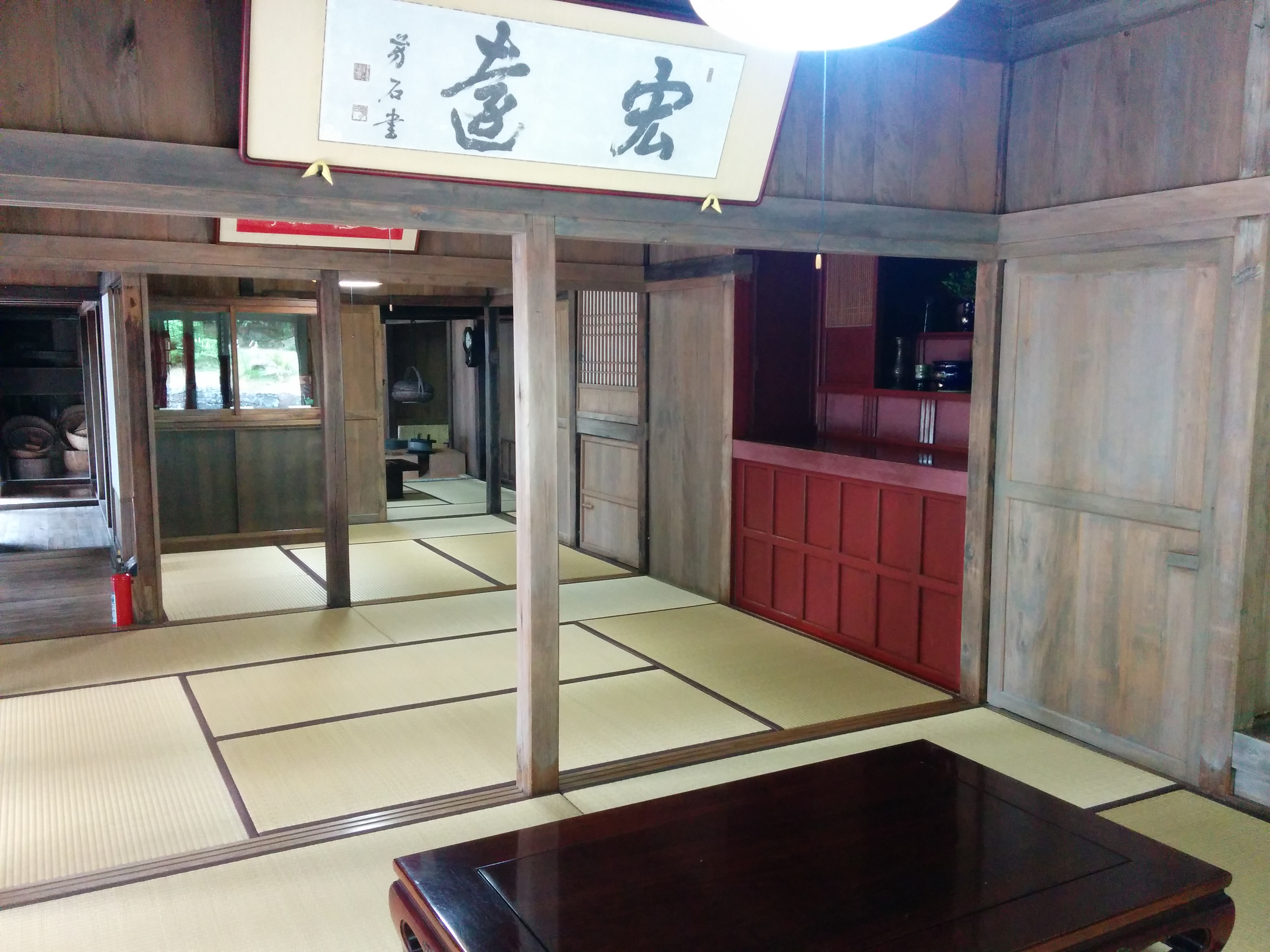
由近至遠為客廳、佛廳、起居廳，起居廳左側為廚房

中村家住宅佔地1,560.67平方米，在18世紀中第二尚氏王朝尚敬王在位期間建成，是糅合士族宅第及上層農家特色的琉球傳統住宅。身為中級士族的賀氏中村家由於同時務農，住宅也糅合了士族家和農民家的特點，在士族居所的形式上加上倉庫、貯物室、畜舍等農家設施。現時整個住宅是由主屋（內有廚房（琉球語：／））、別屋、倉庫、豬廁、前舍、影壁、井（琉球語：／）構成。屋頂是以琉球赤瓦鋪砌，瓦片用灰泥黏合，屋頂上有琉球獅子坐鎮，相連的屋頂有如山脈延綿起伏。其東、南、西面皆以由琉球石灰岩築成的圍牆環繞，石牆內種有福木作為防風林，種植防風林和以石灰黏瓦都是為了預防颱風侵襲。
琉球傳統的房子重視風水，中村家住宅也不例外。住宅坐北向南，地形前低後高。入口位於南方，後有一影壁可遮擋視線，在風水上是為了防止邪靈和煞氣入侵。風水學上以東南為最適合人居住的方位，反之西北則為最差的方位。中村家住宅的佈局就把接待王府役人的別屋建在東南方，豬廁則建在西北方。屋頂出檐尺度較深，故有檐柱支撐，下有檐廊（琉球語：／），這種設計可遮擋強烈的陽光和避免雨水打進屋內。

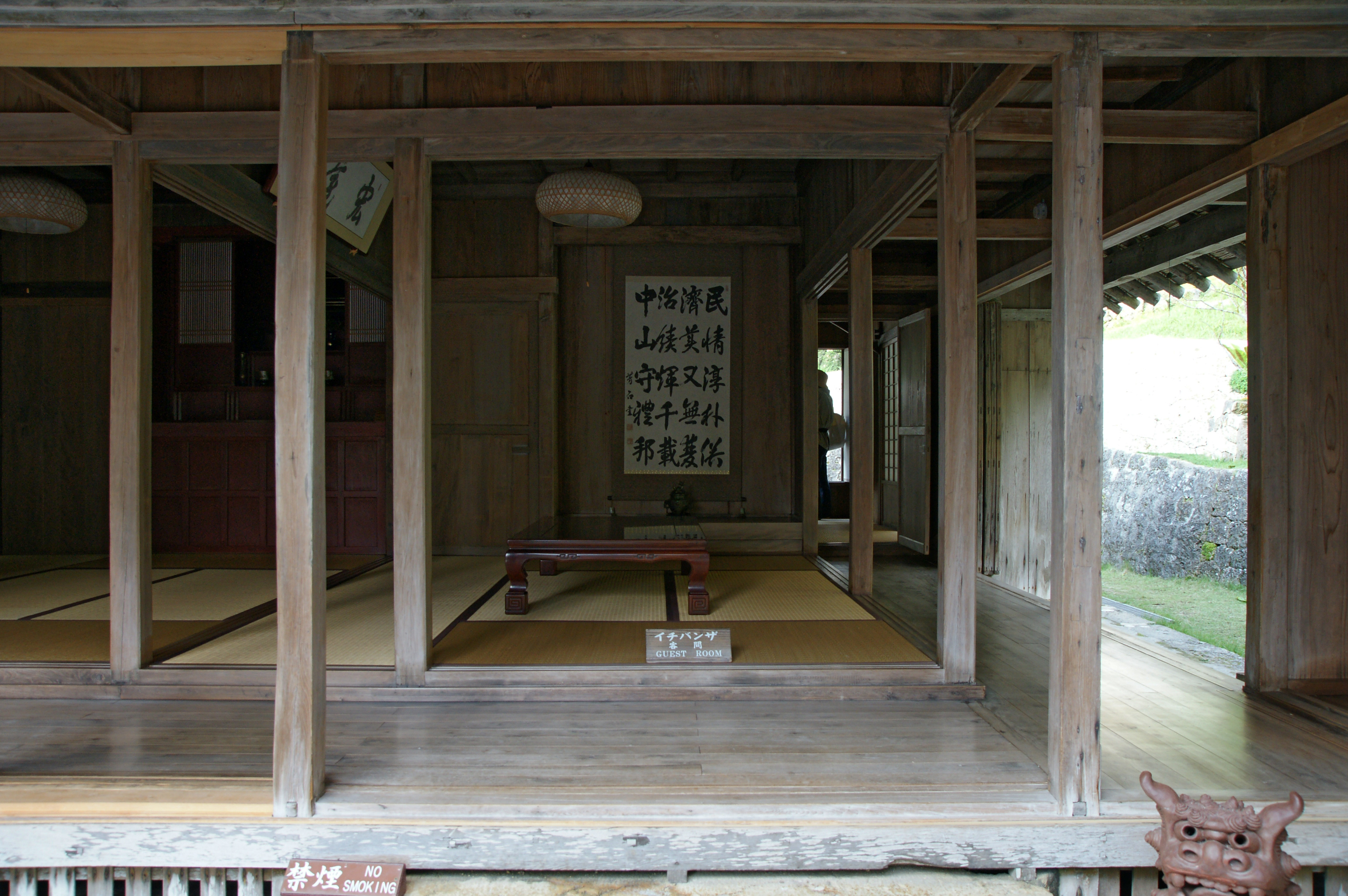
客廳

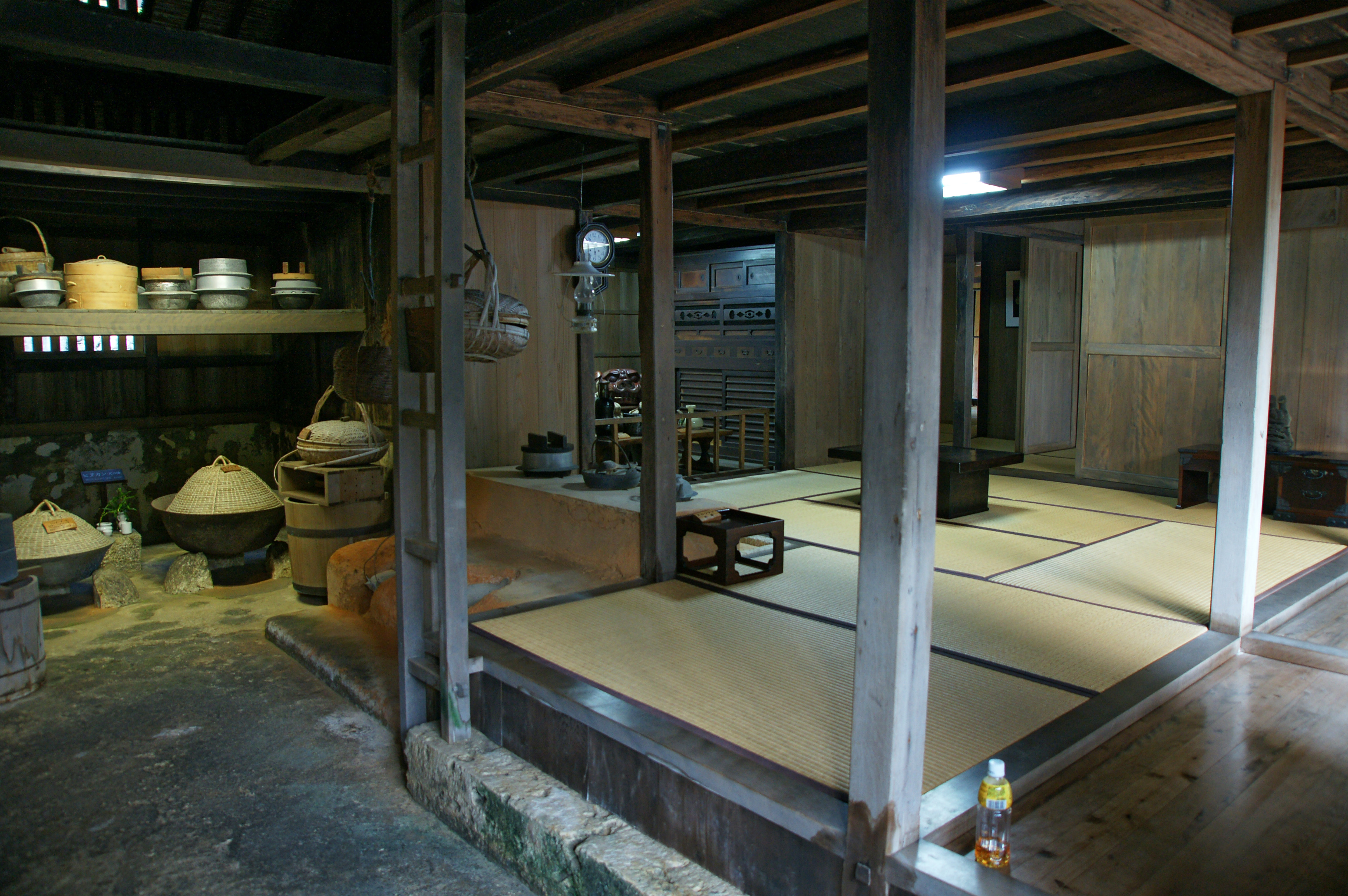
廚房及起居廳

現有的瓦葺屋頂是琉球國滅亡、廢藩置縣後的樣式。在琉球國時代，只有高級士族的住宅可以用瓦葺屋頂，因此身為中級士族的賀氏中村家，住宅的屋頂只可鋪上竹片。整個住宅使用羅漢松、木斛等當時為士族宅第專用、庶民禁止使用的高級木材。主屋、副屋皆為廡殿式瓦葺屋頂，倉庫則為攢尖頂，以琉球獨特的建築手法融入中國傳統建築和日本鎌倉、室町時代建築樣式建造而成，為不使用釘子的榫接建築（琉球語：／）。現存的建築當中除了主屋的廳堂部份外都在琉球國被日本吞併後的明治時代再有重修。

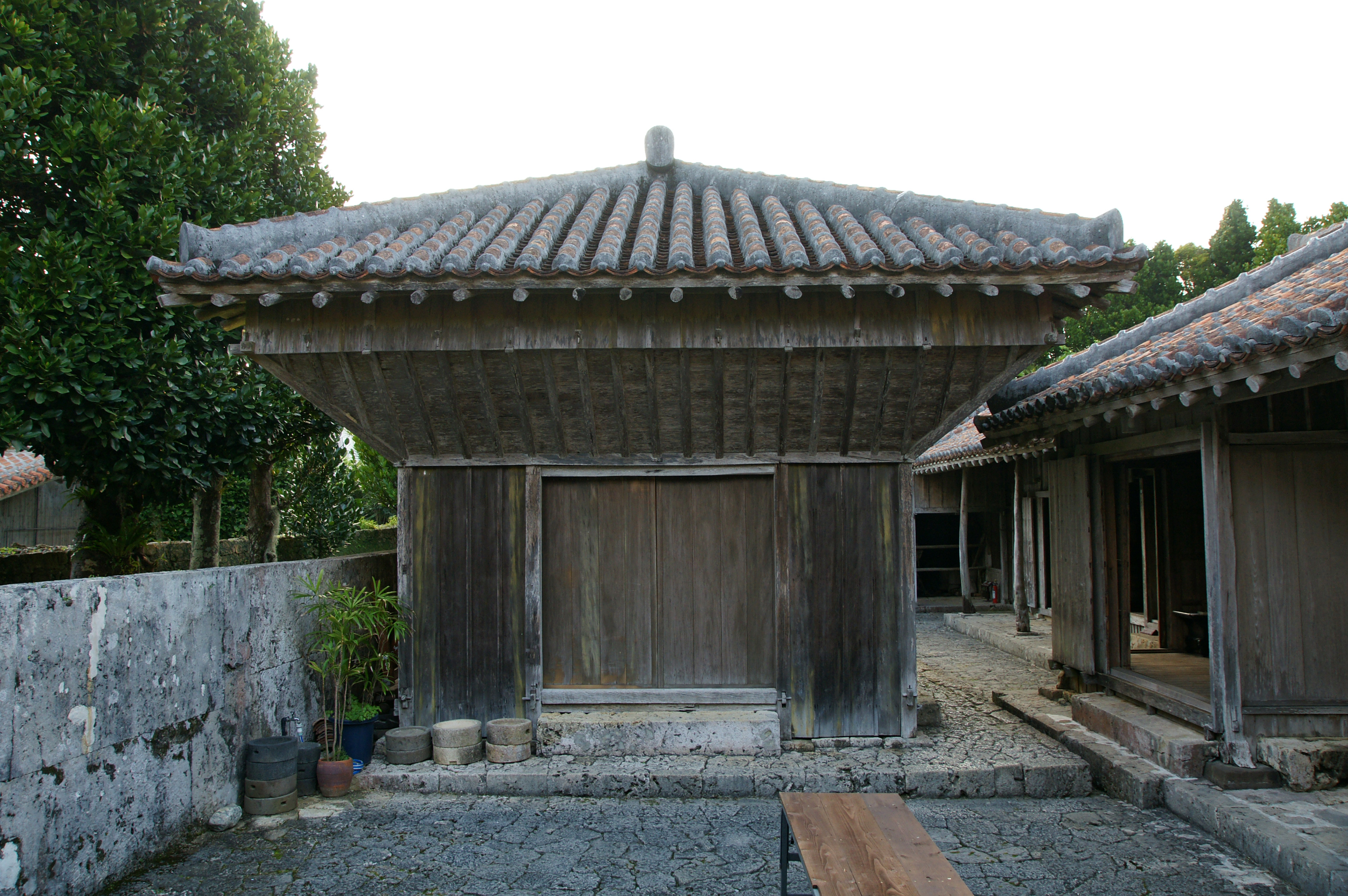
倉庫

主屋面積為174.5平方米，主屋是第二尚氏王朝後期流傳至今的樣式，深10.7米、寬9.6米，主屋南部為廳堂，分成三個間隔，由東方順序為客廳、佛廳、起居廳。佛廳對正住宅入口，裡面的佛壇本來還有擺放祖先牌位，這是由於琉球人重視祖先崇拜。北面的內房作為寢室、產房之用。連接正房西側的是廚房，曾在明治時代重修，深8.5米，寬8.7米。內有灶神的神位，琉球人毎月初一、十五拜祭灶神。屋頂比較低，這是因為屋頂內的空間是用作貯物，放置柴薪和食材。屋頂開有一個稱為息道（琉球語：／）的透氣孔。旁邊有面積12疊蓆的房間，用作整理農作物。
別屋的西北角與主屋東南角相連，面積62平方米，深8.6米，寬7.5米，供首里王府役人到訪巡視時留宿。倉庫深4.8米，寬3.9m兩層高。下用作貯物，上層則用作穀倉。此倉庫的柱是方柱，與一般琉球倉庫多使用圓柱不同，屋頂空間下方傾斜防止老鼠入侵。前舍位於西側，面積64.8平方米，深10.4米，寬5.9米，共有兩層，下層為馬屋（琉球語：／），用作飼養馬、牛、山羊等家畜，上層則用於存放製黑糖用的甘蔗。前舍的後方為豬廁，寬6.4米，深4.7米，用石建成，分成三格，養豬的同時亦為人的廁所，以人的排洩物作為豬的飼料。

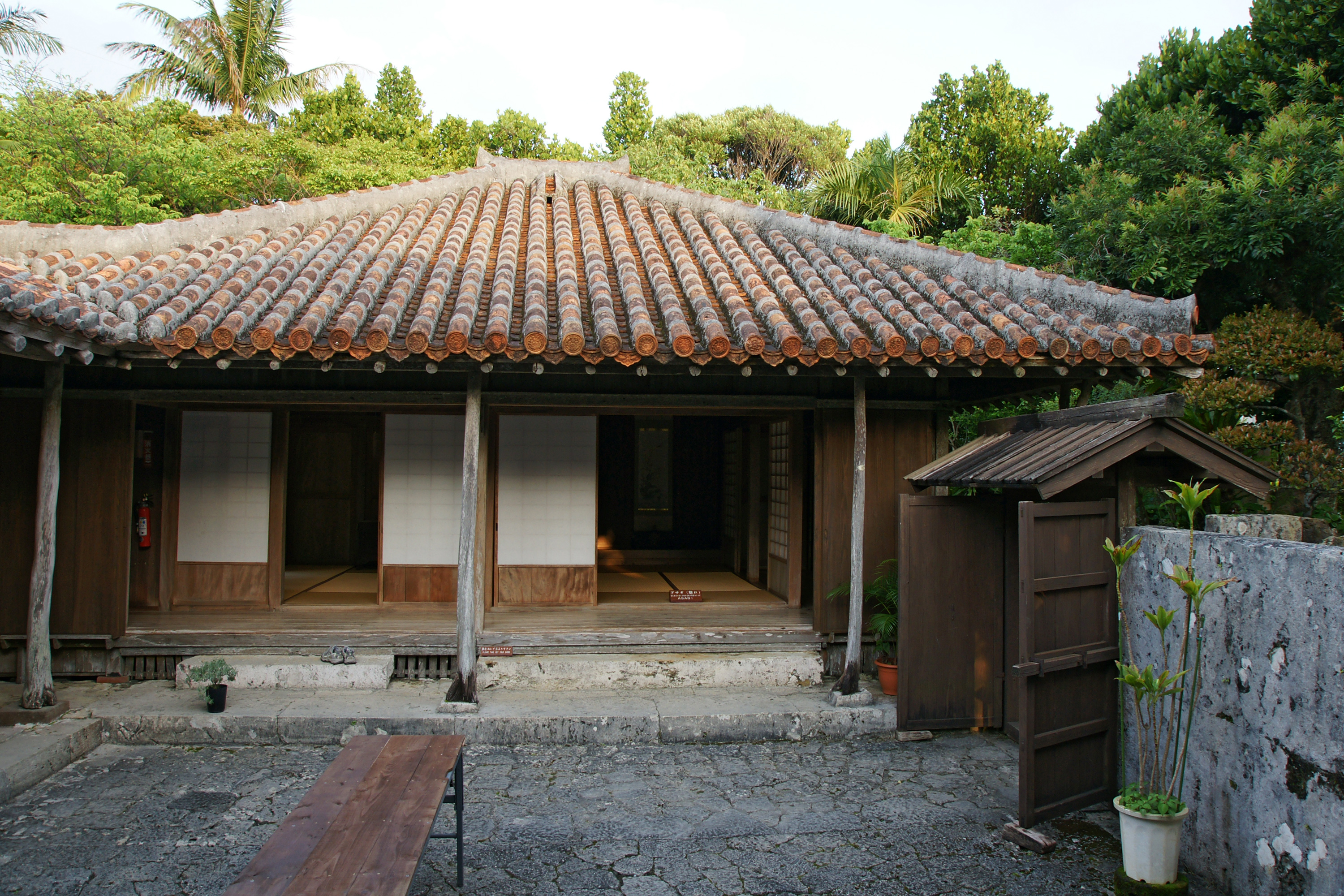
別屋
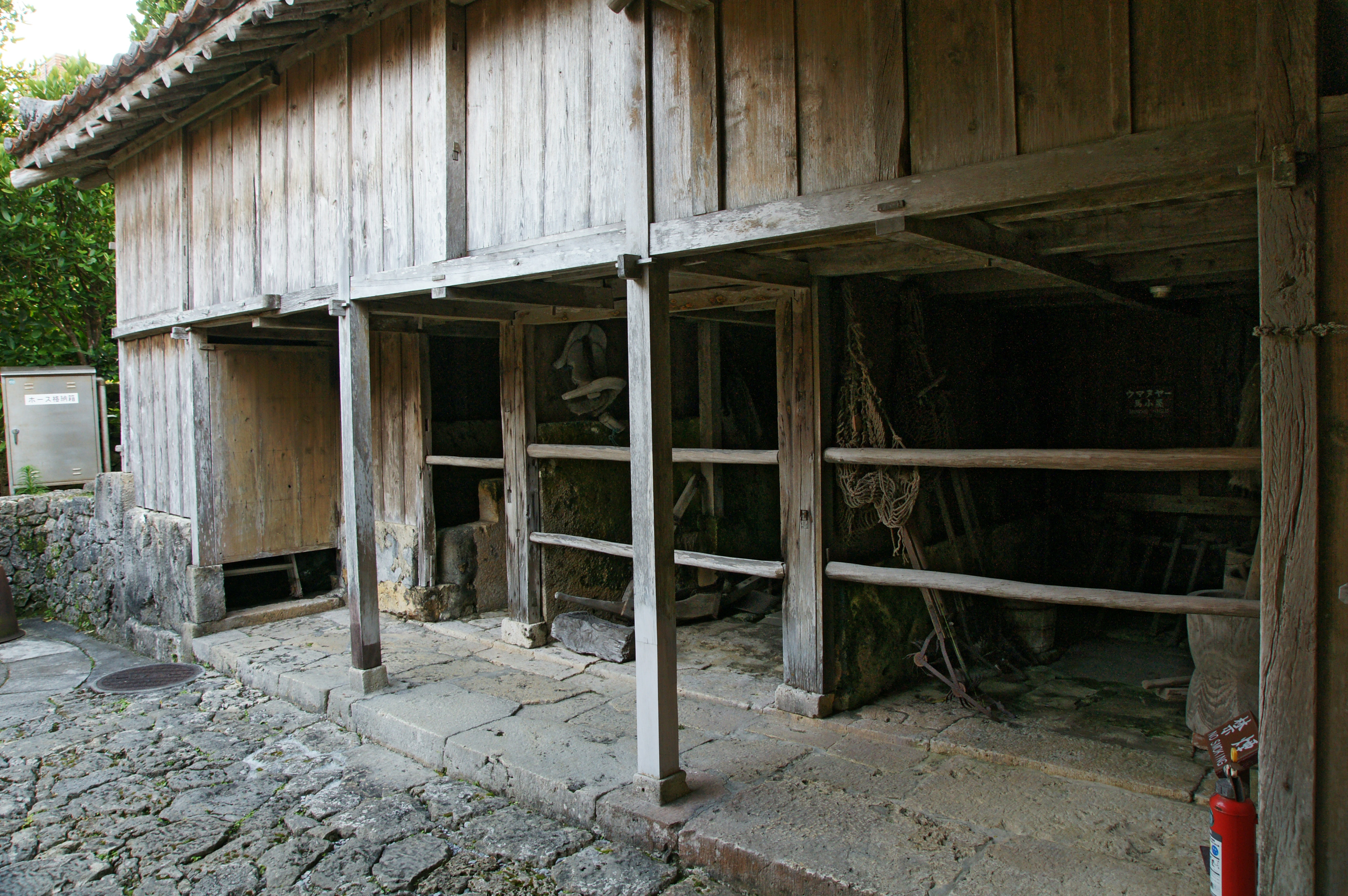
前舍下層的馬屋
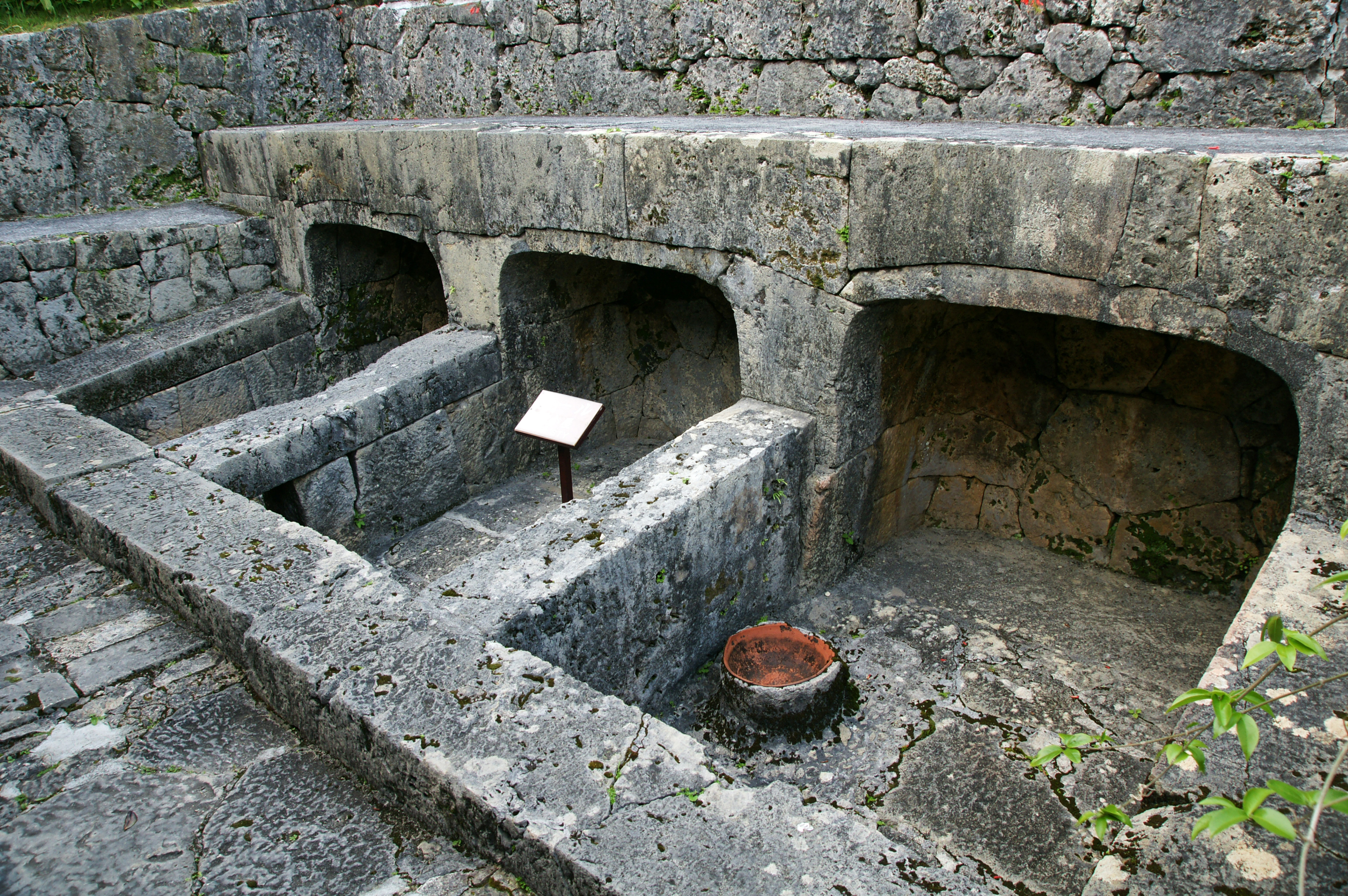
豬廁
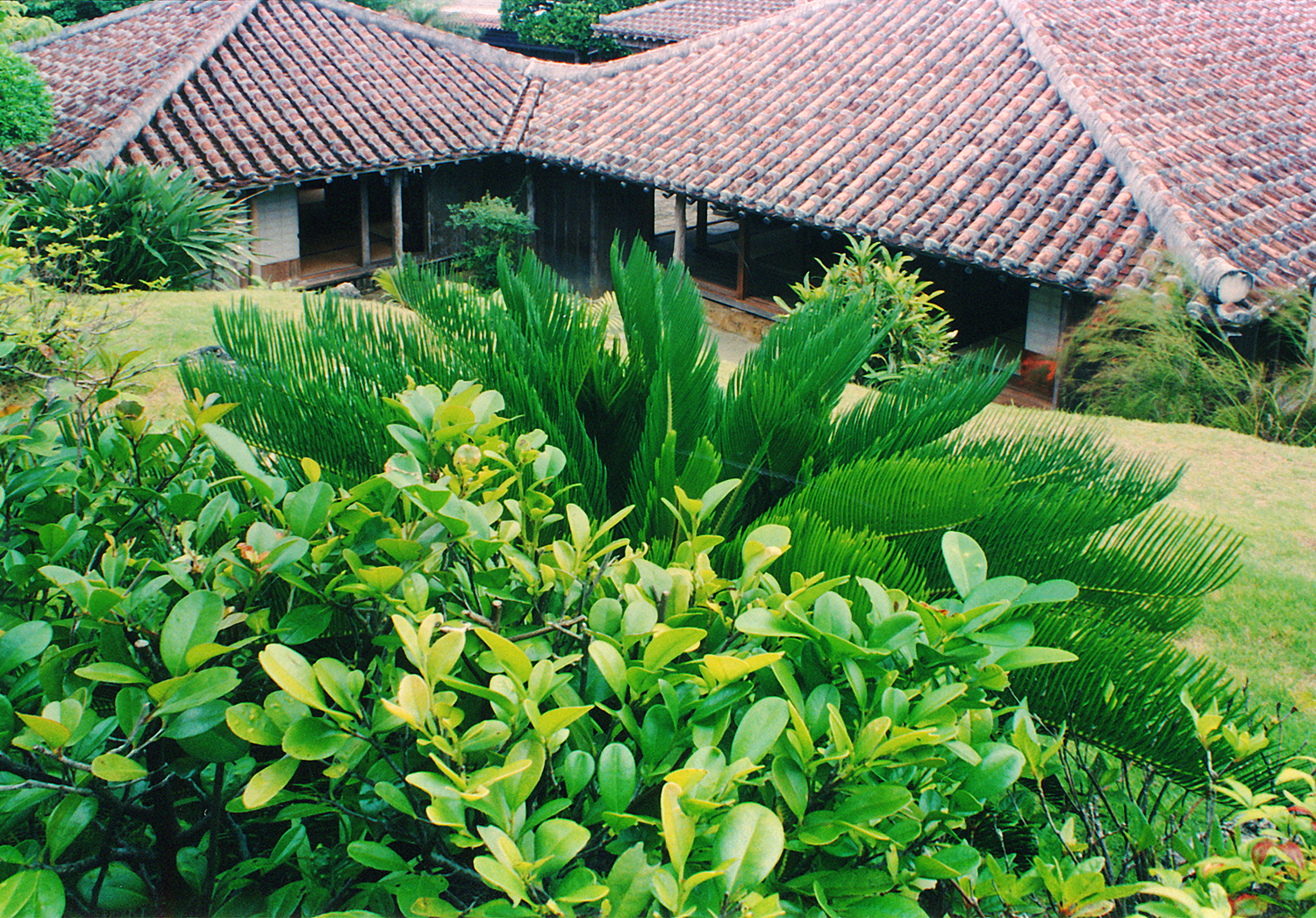
防風林

## 觀光資料
現時中村家住宅屬北中城村的收費觀光設施，每天上午9時至下午5時30分開放供遊客參觀。由那霸市前往該處，經國道58號需時約35分鐘，經沖繩自動車道的那霸交匯處需時約15分鐘。

## 外部連結
- 中村家住宅Facebook專頁（页面存档备份，存于）

26°17′24.0″N 127°48′2.44″E / 26.290000°N 127.8006778°E